# Yahya Gülay

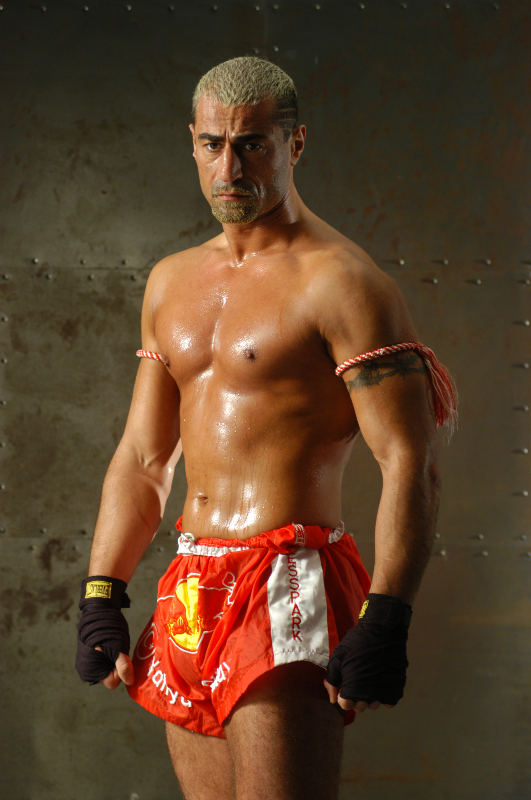
Yahya Gülay, 2003

Yahya Gülay (* 8. Mai 1972 in Hanau) ist ein deutscher Kampfsportler und dreimaliger Weltmeister im Thaiboxen.
Als Profi agiert er seit 1995. Sein am meisten beachteter Kampf fand wohl am 28. Mai 2005 statt, als Gülay in Peking den chinesischen Meister im Schwergewicht Xiu Ling vor 100 Millionen Fernsehzuschauern in der 3. Runde durch K.O. besiegte.

## Sportliche Erfolge
Von seinen bis 2007 durchgeführten 64 Kämpfen gewann Gülay 56, davon 35 durch K. o. Er ist (Stand 2007):
- WKA Europameister - 86 kg
- WKA Weltmeister - 95 kg
- WKA Weltmeister - 90 kg
- WPKC Weltmeister - 95 kg
- WMAO Weltmeister + 95 kg (Sept. 2008)